# Христианство в Северной Македонии
Христианство в Северной Македонии является самой распространённой религией в стране. По данным исследовательского центра Pew Research Center в 2010 году в Северной Македонии проживало 1,34 млн христиан, которые составляли 65,2 % населения этой страны. Энциклопедия «Религии мира» Дж. Г. Мелтона оценивает долю христиан в 2010 году в 64,4 % (1,31 млн верующих). Помимо македонцев, христианами также являются большинство живущих в стране сербов, румын, арумын, черногорцев, хорватов, мегленитов, болгар и другие.
Крупнейшим направлением христианства в стране является православие. В 2000 году в Северной Македонии действовали 1,2 тыс. христианских церквей и мест богослужения, принадлежащих 17 различным христианским деноминациям.
Консервативные евангельские церкви страны объединены в Альянс протестантских и евангельских церквей, связанный со Всемирным евангелическим альянсом.